# Effets du tabac sur la santé

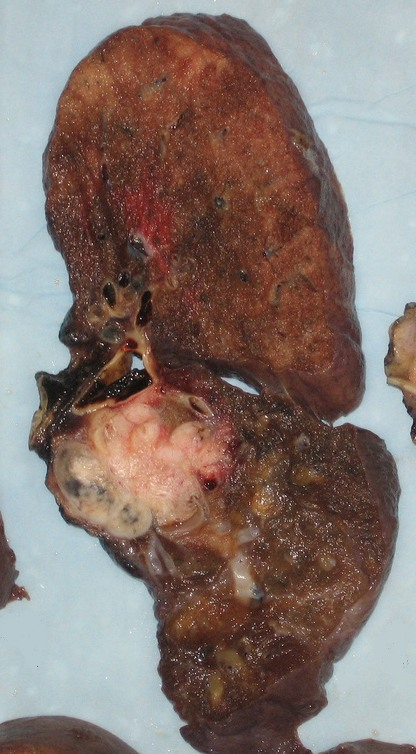
Pièce d'exérèse montrant un cancer (masse blanchâtre) survenu sur un poumon tabagique (aspect noirâtre diffus)

Les effets du tabac sur la santé recensent les conséquences du tabagisme sur la santé. Des recherches épidémiologiques mènent à la conclusion que la consommation de tabac est la première cause de décès évitable dans le monde (près de six millions de personnes par an). Sa consommation conduit souvent à des maladies du cœur et des poumons, et être fumeur représente un risque majeur pour les  attaques cardiaques, AVC, bronchopneumopathie chronique obstructive, emphysème, et le cancer, en particulier cancer du poumon, cancer laryngé, cancer de la vessie. Cela cause aussi des maladies vasculaires périphériques et de l'hypertension en fonction de la durée d'exposition et du dosage de tabac, et on peut remarquer que la prévalence de ces maladies augmente avec la jeunesse des patients au début de leur exposition et l'importance du taux de goudron. Les cigarettes vendues dans les pays en développement contiennent souvent un pourcentage de goudrons plus élevé et sont moins susceptibles de comporter un filtre, accentuant donc la prévalence probable des maladies liées au tabac dans ces régions.
L'Organisation mondiale de la santé (OMS) estime que le tabac est la cause directe de 5,4 millions de morts en 2004 et 100 millions pendant le XXe siècle. Aux États-Unis, les Centres pour le contrôle et la prévention des maladies décrivent l'usage de tabac comme « la première cause de mortalité évitable » et estiment que le tabac tue près de 6 millions de personnes chaque année dans le monde. Selon une étude publiée en avril 2017 par la revue médicale The Lancet, le nombre de morts provoqués par le tabagisme en 2015 était de 6,4 millions au niveau mondial, soit une augmentation de 4,7 % par rapport à 1990.

## Historique

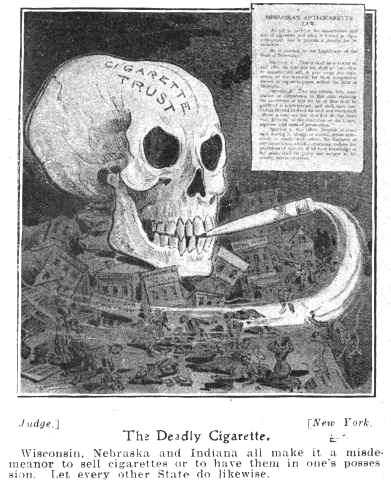
Publicité contre le tabagisme, 1905.

Les dangers du tabac sont observés dès le début du XVIIe siècle, et sa cancérogénicité est soupçonnée au XVIIIe siècle, avant d'être largement admise au milieu du XIXe siècle.
La responsabilité du tabagisme dans la genèse des cancers (en particulier du poumon) a été longue à établir. Les premières études qui lient le tabac au cancer ont été réalisées dans les années 1920 par Fritz Lickint (en), puis pendant la période du Troisième Reich en Allemagne par Franz H. Müller (1939), Eberhard Schairer et Erich Schöniger de l'université d'Iéna (1943). Les nazis, attachés à la pureté du corps et à leur volonté de domination du monde sous un mode racial, ont effectué une grande quantité de recherches sur le cancer (création d'un institut de recherche à l'université de Iéna) et ont été les premiers à mettre en place des politiques restrictives sur l'usage du tabac. Le caractère cancérigène du tabac a été également suspecté dès le lendemain de la Seconde Guerre mondiale, notamment par Wynder et Graham en 1950, et Richard Doll, épidémiologiste britannique, puis confirmé par des études de grande envergure dans les années 1950 et 1960. Le lobbying des industriels du tabac a sensiblement freiné l'acceptation de ces données, la conviction de la majeure partie du corps médical étant faite à partir du milieu des années 1960, notamment avec la publication en 1964 du rapport Smoking and Health par l'administrateur de la santé publique des États-Unis.

## Généralités

Courbes mettant en évidence la corrélation entre tabagisme et incidence du cancer du poumon.

Selon l'Organisation mondiale de la santé, le tabagisme est la première cause de décès évitable dans le monde en 2019, avec chaque année 8 millions de décès imputables au tabagisme (dont 1,2 million pour le seul tabagisme passif), soit 10 % des décès adultes. Cela correspond approximativement à une incidence de 80 décès pour 100 000 personnes, et à une fréquence d'un décès toutes les six secondes. Il y aurait eu 60 millions de décès pour la seule seconde moitié du XXe siècle (1,2 million de pertes humaines par an). Aucune autre consommation ne présente plus de risques pour la santé que celle du tabac. 
Si le tabagisme tend à légèrement diminuer dans certains pays riches, il est en forte augmentation dans le monde, notamment les pays sous-développés ou émergents. Au total, le nombre de décès induits par le tabagisme devrait dépasser les 10 millions par an d'ici 2020, soit 10 fois le nombre actuel de décès causés par l'alcoolisme (un peu moins d'un million de morts par an).
Il est aussi la cause d'au moins 25 pathologies connues. On estime à plus de 33 % chez l'homme et 10 % chez la femme les cas de cancers liés au tabagisme : cancers des poumons, de la langue, de la gorge, etc.
En 2015 en France, chaque jour, 220 fumeurs et anciens fumeurs (78 000 par an), décèdent des suites du tabagisme. Un fumeur sur deux ne dépasse pas les 65 ans, ce qui est bien inférieur à l'espérance de vie. En outre, un rapport de l'Académie de Médecine a estimé en 1997 à 3 000 le nombre de non-fumeurs décédés des suites du tabagisme passif par an en France. Les législations visant à interdire le tabac dans les lieux publics ont des effets positifs sur les hospitalisations et décès. Elles entraînent une baisse des hospitalisations ou décès pour maladies cardiovasculaires ou respiratoires,,.
Et si depuis une vingtaine d'années, le tabagisme diminue régulièrement chez les hommes, il augmente chez les femmes à tel point que, aux États-Unis, le nombre de morts par cancer du poumon dépasse celui des cancers du sein.
Un article du 7 août 2010 de la BBC indique : « Des éléments en provenance des États-Unis démontrent qu'il y a davantage d'enfants tués par le tabagisme de leurs parents que par toutes les autres causes involontaires confondues. »

### Comparaison avec d'autres produits
En 1998, Bernard Roques, un professeur français membre de l'Académie des sciences, présente une approche globale considérant à la fois les propriétés pharmacologiques des produits psychotropes et les problèmes et risques sanitaires et sociaux liés à la consommation de ces produits.
Ce tableau est un extrait du tableau publié à la page 182 du rapport sur la dangerosité des produits par le professeur Bernard Roques et adressé au Secrétaire d'État à la Santé de l'époque, Bernard Kouchner, à l'issue des Rencontres nationales sur l'abus de drogues et la toxicomanie (France, juin 1998).
| | Héroïne (opioïdes)[pas clair] | Alcool     | Tabac      | Cocaïne                  | MDMA                 | Psychostimulants              | Benzodiazépines | Cannabinoïde (Chanvre et dérivés) |
| --- | ----------------------------- | ---------- | ---------- | ------------------------ | -------------------- | ----------------------------- | --------------- | --------------------------------- |
| Dépendance physique | très forte                    | très forte | forte      | faible                   | très faible          | faible                        | moyenne         | faible                            |
| Dépendance psychique | très forte                    | très forte | très forte | forte mais intermittente | forte                | moyenne                       | forte           | faible                            |
| Neurotoxicité | faible                        | forte      | nulle      | forte                    | très forte (?)       | forte                         | nulle           | nulle                             |
| Toxicité générale | forte1                        | forte      | très forte | forte                    | éventuellement forte | forte                         | très faible     | très faible                       |
| Dangerosité sociale | très forte                    | forte      | faible     | très forte               | faible (?)           | faible (exceptions possibles) | faible2         | faible2                           |
| 1: nulle pour méthadone et morphine en usage thérapeutique[pas clair] 2 : sauf conduite automobile où la dangerosité devient alors très forte |                               |            |            |                          |                      |                               |                 |                                   |

### Substances en cause
La fumée résultant de la combustion du tabac comporte plus de 250 substances dangereuses pour la santé, dont 50 reconnues cancérigènes par le Centre international de recherche sur le cancer : du benzène, du monoxyde de carbone, du formaldéhyde, de la N-nitrosodiméthylamine et de la N-nitrosopyrrolidine dans la phase vapeur de la fumée, alors qu'on a trouvé du goudron, du benzo[a]pyrène, du cadmium, du nickel, de la N-nitrosonornicotine (en) (NNN) et de la 4-(methylnitrosamino)-1-(3-pyridyl-1-butanone) (NNK) dans la phase solide (particules) de la fumée. 
L'ammoniac est utilisé afin que la nicotine atteigne plus rapidement le cerveau, ce qui renforce l'addiction,.

### Radioactivité
Le tabac contient un élément radioactif, le polonium 210, présent dans les engrais utilisés pour sa culture. Selon le quotidien français Libération en 2008, cette présence aurait été accrue depuis les années 1950 par l'apport de phosphates dans les cultures (apatite). Elle pourrait aggraver le risque de cancer du poumon. La présence de cet isotope, que l'on trouve dans d'autres produits agricoles, est connue depuis le milieu des années 1960, mais les cigarettiers, n'ayant pas réussi à réduire les taux, auraient préféré taire le résultat de recherches internes,,.

### Toxicité selon le type de tabac
Le tabac brun est parfois considéré comme moins nocif et moins addictif que le tabac blond, car plus âcre[réf. à confirmer].

## Risque d'addiction
D'après le Centre international de recherche sur le cancer, des sondages ont montré que 74 % des fumeurs aimeraient arrêter, et que 70 % des fumeurs ont déjà essayé d'arrêter.
En France, ils étaient 57,6 % en 2010 à vouloir arrêter de fumer contre 64,8 % en 2005.
Aux États-Unis, d'après les enquêtes National Health Interview Survey (en) 68,9 % des fumeurs adultes voulaient arrêter de fumer en 2012 et en 2010, 42,7 % avaient essayé durant l'année qui précédait.
D'après les sondages Gallup, menés aux États-Unis, la proportion de fumeurs voulant arrêter n'est pas passée en dessous de 74 % depuis 2000.
D'après ce même sondeur, en 2013, seulement 12 % des fumeurs n'avaient pas essayé d'arrêter au moins une fois dans leur vie. Dans l'Union européenne, 60 % des fumeurs ont déjà essayé d'arrêter (de 36 % en Bulgarie jusqu'à 80 % au Danemark).
La difficulté rencontrée par les fumeurs pour arrêter est due à l'habitude et l'addiction physiologique.
D'après une étude conduite en 2002, environ 90 % des fumeurs en Australie, au Canada, aux États-Unis et au Royaume-Uni regrettaient d'avoir commencé à fumer.

## Risques cardiovasculaires

Scanner cérébral montrant un infarctus touchant l'hémisphère droit (flèche)

- Cœur et vaisseaux sanguins : la nicotine provoque une accélération du rythme cardiaque et comporte un effet vasoconstricteur, induisant une sous-alimentation des tissus. Athérogène, il entraîne en outre une augmentation du taux de graisse dans le sang. Il favorise directement, à long terme, l'apparition et l'aggravation de l'athérome, obstruant progressivement les vaisseaux sanguins, avec toutes les implications : angine de poitrine, infarctus du myocarde, accident vasculaire cérébral, artériopathie oblitérante des membres inférieurs… Le risque d'infarctus du myocarde est globalement multiplié par 3 chez le fumeur et de manière moindre en cas d'exposition répétée et durable au tabagisme passif. Cette augmentation du risque se retrouve également pour le tabagisme sans fumer (chique, snus)[38]. En cas d'arrêt de consommation de tabac, le risque décroît mais ne revient pas au niveau d'un non-fumeur[39].

- En combinaison avec la pilule contraceptive, le tabagisme est un facteur d'apparition de caillots pouvant conduire à une thrombose veineuse profonde (phlébite) ou à une embolie pulmonaire, voire un infarctus du myocarde. Thrombogène en aigu, chaque cigarette donne un risque accru de spasme artériel et de formation de thrombus.

## Risques de cancer

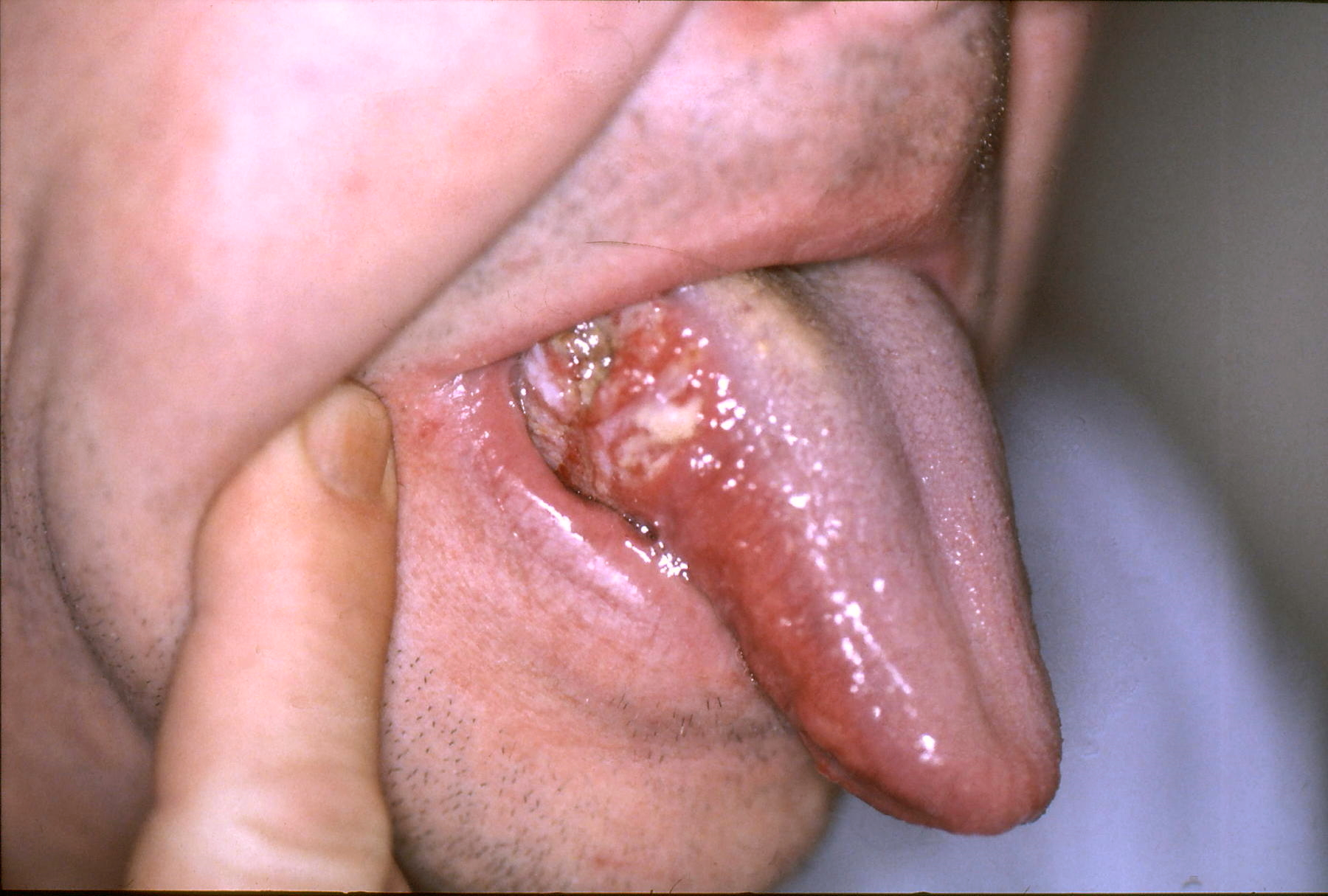
Cancer de la langue

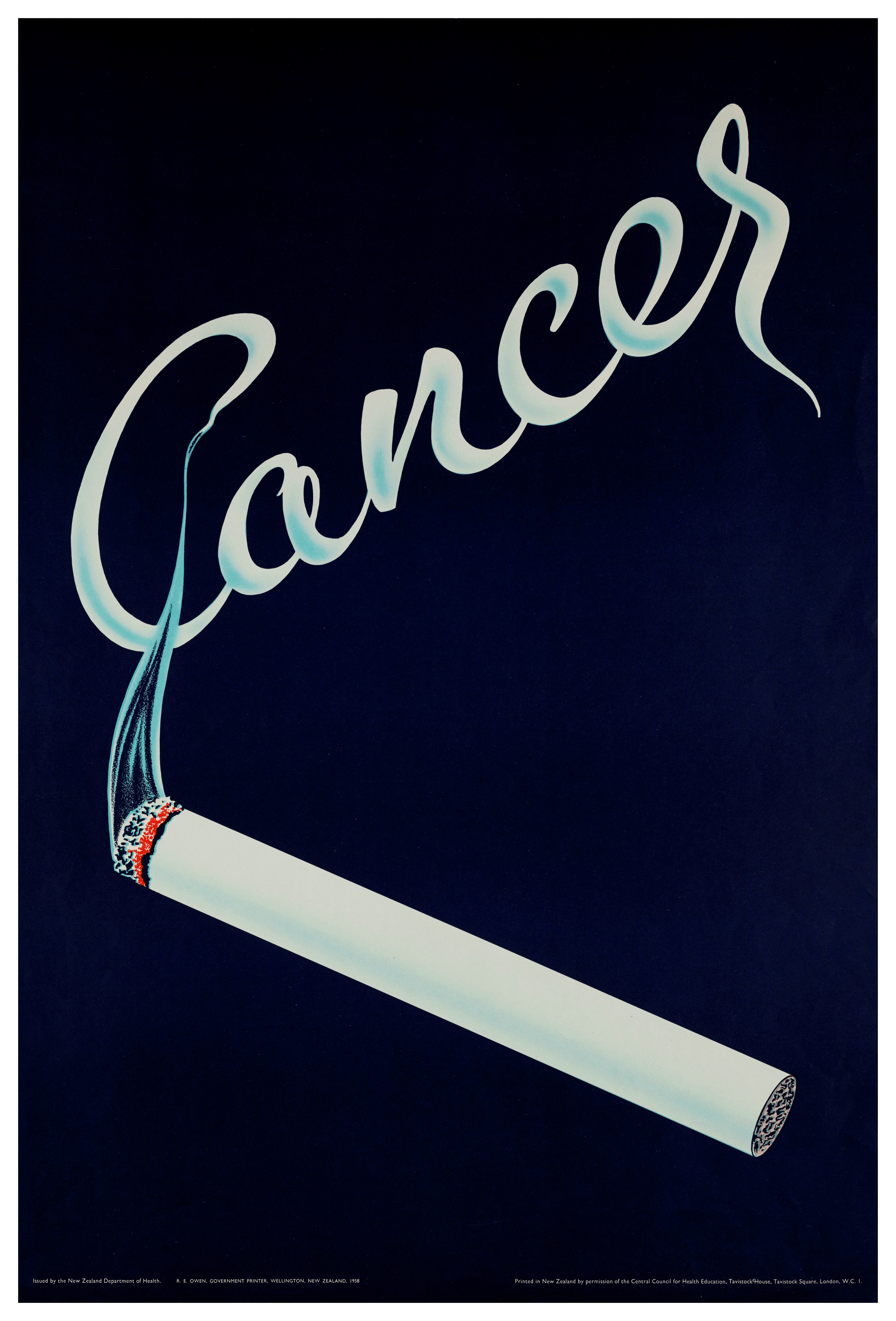
Affiche de prévention, Nouvelle-Zélande, 1958.

La consommation de tabac est la première cause de cancer connue dans le monde. Elle est impliquée dans 33,9 % des cancers mondiaux. 
- Il s'agit d'une cause importante des cancers des poumons. En France, 25 000 décès imputables au tabac sont dus au cancer du poumon (seuls 10 % des cancers du poumon ne sont pas imputables au tabagisme). Les cigarettes actuelles sont plus toxiques qu'auparavant. À ce titre les fumeurs ont plus de risques d'avoir un cancer du poumon qu'en 1964 bien qu'ils fument moins[24].

- Sphère ORL : l'irritation chronique est propice à la formation des cancers des voies aérodigestives supérieures : risque d'apparition d'un cancer de la bouche multiplié par 5 à 9 par rapport aux non-fumeurs. Ce risque est corrélé au nombre de cigarettes fumées quotidiennement et à la durée de l'exposition et est lentement réversible (plus de dix ans d'arrêt pour revenir à un risque équivalent à celui du non-fumeur)[41]. Le risque est de fait inhérent à la combustion, en particulier aux goudrons cancérigènes qui entrent dans la composition de la fumée, et ce quelle que soit sa méthode de prise (pipe, cigarettes ou cigare) ou la composition du produit consommé (tabac, herbes, avec ou sans additifs).

- Cancer du pancréas : risque multiplié par 2 à 4 par rapport aux non-fumeurs[41].

- Cancer du rein[42], de la vessie, du sein[43],[44], de l'estomac[45] et de l'intestin grêle.

## Autres risques
Le tabagisme accroit la probabilité des troubles suivants (liste non exhaustive) :
- Poumons : Les dépôts de goudron irritent les voies respiratoires et favorisent l'apparition d'infections pulmonaires, puis de la bronchopneumopathie chronique obstructive, provoquant une hypoventilation des tissus et une diminution de la résistance aux exercices physiques. À long terme, les bronchites deviennent chroniques pouvant mener à l'insuffisance respiratoire. Le monoxyde de carbone, quant à lui, se substitue à l'oxygène sur l'hémoglobine, et par conséquent diminue l'oxygénation du sang, provoquant un essoufflement (dyspnée)[46]. En France, sur les 64 000 décès imputables au tabac, 15 000 à 40 000 sont liés à la bronchite chronique (bronchopneumopathie chronique obstructive ou BPCO).

- Sphère ORL : la fumée de tabac contient des produits irritants susceptibles de provoquer, aggraver et entretenir des maladies ORL, souvent bénignes mais gênantes, telles que la rhinite, la pharyngite, amygdalites et la laryngite.

- Au niveau de la cavité buccale : risque de parodontites sévères multiplié par trois, risque accru de perte des dents (corrélé à l'importance du tabagisme et réversible au bout de 11 années d'arrêt)[41].

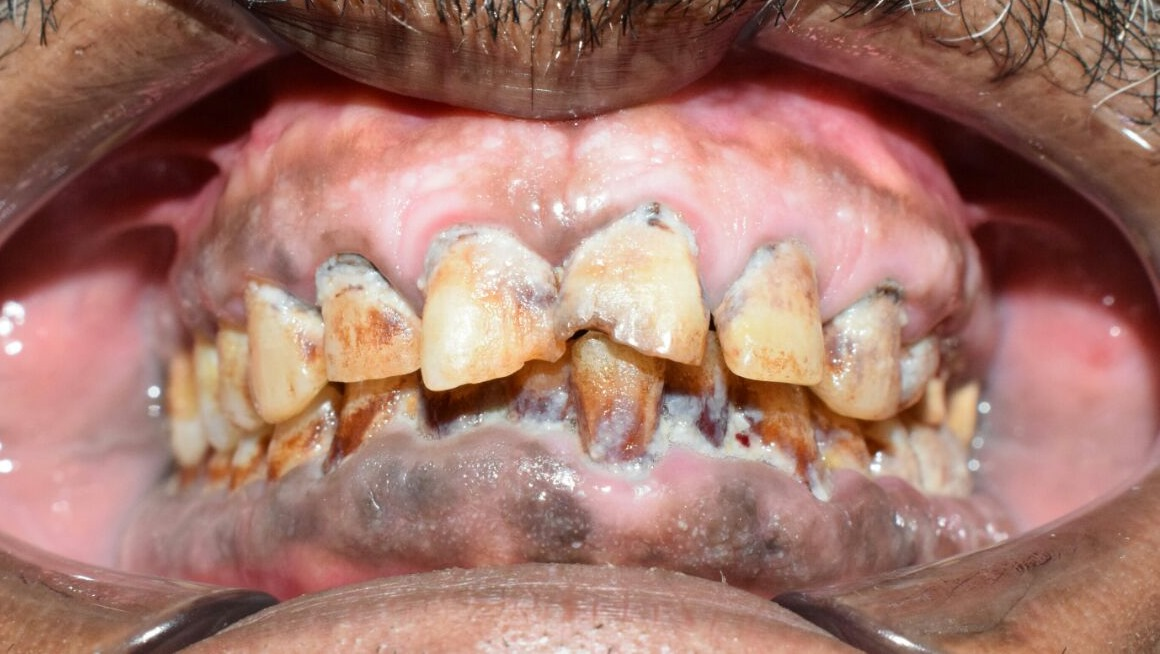
Pigmentation gingivale chez un fumeur.

- Fertilité : elle diminue tant chez l'homme que chez la femme fumeuse[47].

- Sexualité : le tabagisme, par son rôle dans l'altération des vaisseaux sanguins, favorise la dysfonction érectile[48].

- Fumer est particulièrement déconseillé pendant la grossesse : entre autres, les risques de fausse couche, de mortalité périnatale, de poids du nouveau-né inférieur à la moyenne[49] augmentent sensiblement, de même que les risques de mort subite du nourrisson[50]. Le tabac favorise la survenue de malformations notamment la fente labio-palatine (bec-de-lièvre) chez le bébé[51][source insuffisante]. Même une faible consommation de tabac (de 1 à 10 cigarettes par jour) accroîtrait le risque. La consommation de tabac durant la grossesse est associée à un risque relatif augmenté de dépression et de trouble bipolaire chez l'enfant à naître[52].

- Diabète[53] : Le tabagisme, aussi bien actif que passif, est associé à une augmentation du risque de sa survenue.

- Traitement du sida : la réponse aux traitements anti-viraux semble moins bonne chez les fumeuses porteuses du virus VIH[54].

- Alopécie androgénétique (calvitie masculine) : le tabagisme est, chez les hommes, associé à une augmentation de l'alopécie androgénétique, entre autres, par le biais de changements hormonaux, de la vasoconstriction et du stress oxydant. La probabilité de développer une calvitie est 1,8 fois plus élevée chez les hommes ayant été fumeurs que chez les hommes ne l'ayant jamais été, d'après une méta-analyse de 2024, qui montre une corrélation entre le nombre de cigarettes quotidiennes et la probabilité de développer ou aggraver une alopécie androgénétique jusqu'à 20 cigarettes par jour, puis sans corrélation significative au-delà de 20 cigarettes quotidiennes[55].

- Schizophrénie : En 2018, une revue de la littérature interroge le lien entre la consommation de tabac et le risque de développer une maladie du spectre de la schizophrénie ou une psychose, sans pouvoir trancher. Cette revue fait suite à la publication de deux méta-analyses retrouvant une augmentation du risque d'approximativement un facteur 2 de déclencher ces maladies associée à la consommation de tabac[56],[57],[58]. Une méta-analyse et revue systématique de la littérature de 2020 rapporte que la consommation de tabac par une personne ou par sa mère pendant la grossesse pourraient être des facteurs de risques indépendants de développer une schizophrénie[58].

### Ingestion accidentelle chez le jeune enfant
En cas d'ingestion par un jeune enfant, le tabac doit être considéré comme une substance dangereuse. 
Les premiers symptômes retrouvés chez l’enfant sont des troubles digestifs comme des nausées, des vomissements, des sensations de brûlure dans la bouche. Ensuite apparaissent des douleurs abdominales et des diarrhées. Si la quantité de tabac ingérée est faible (petit mégot par ex.) l’intoxication se limite à ces signes.
En revanche, si la quantité prise est plus importante (par ex. une cigarette entière) des signes plus graves peuvent apparaître. Il s’agit de signes neurologiques (somnolence, convulsion, coma) associés à des signes cardiorespiratoires (respiration difficile), pouvant aboutir à la mort.

## Mortalité

### France
En France, le tabagisme est responsable de la mort de 75 000 personnes en 2015, soit un décès sur huit dans le pays.

### Belgique
En Belgique, le tabagisme tue à peu près 18 600 Belges chaque année.

### États-Unis
Le tabagisme provoque la mort de 480 000 personnes aux États-Unis en 2014.

## Prévention

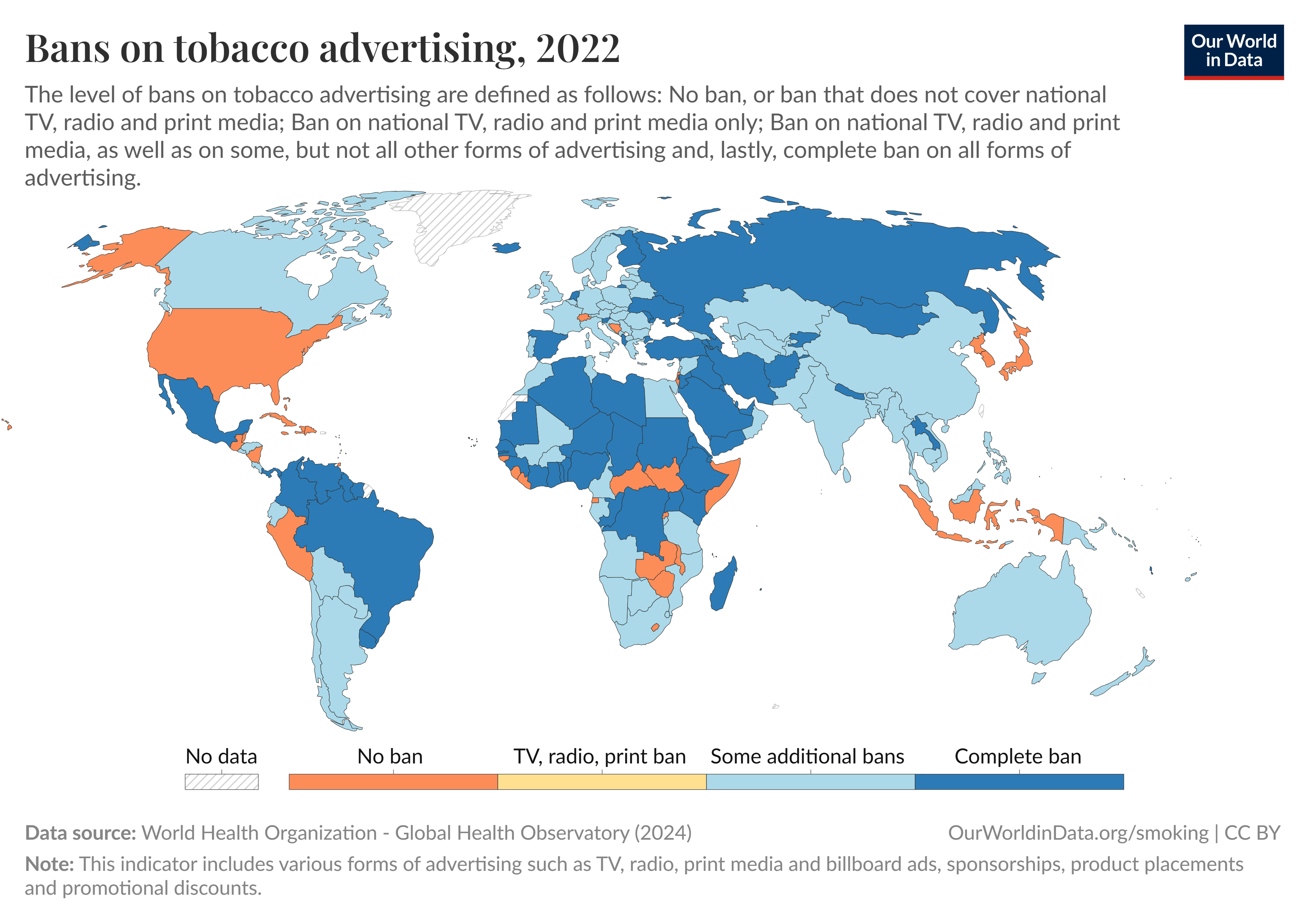
Fermeté des politiques de prévention anti-tabac par pays.

La prévention des effets sur la santé de la consommation de tabac nécessite un sevrage tabagique complet et définitif. Il n’est jamais trop tard pour arrêter de fumer car les risques liés au tabagisme sont partiellement réversibles quelle que soit l’intensité de la consommation. Après avoir évalué le niveau de dépendance par le test de Fagerström, ce sevrage peut être réalisé avec l'aide d'un médecin, d'une ligne téléphonique de conseil, éventuellement avec l'utilisation de substitut nicotinique, de bupropion ou de varénicline.

## Documents internes de l'industrie du tabac
Les tobacco documents (en) sont des millions de documents qui appartenaient aux entreprises de tabac, qui ont été numérisés sur ordre du Master Settlement Agreement (en), aux États-Unis, à partir de 1998, et mis dans le domaine public. Les experts de l'Organisation mondiale de la santé en ont tiré un rapport de 260 pages, publié en juillet 2000, montrant comment les cigarettiers avaient infiltré leur organisation grâce à des associations écrans ou à des scientifiques secrètement payés par eux. L'objectif de ces manœuvres était d'entraver la mise en œuvre de politiques de contrôle du tabac. Robert N. Proctor, historien des sciences, professeur à l'université Stanford, se servira également de ces documents, pour écrire son livre « Golden Holocaust », paru en 2012,.

### Financement d'études scientifiques
Lorsque les premières études révélant les effets néfastes du tabac sur la santé sont publiées, l'industrie du tabac dans les années 1950 décide d'y répondre en entretenant le doute autour de la dangerosité du tabac. Alors qu'ils ont connaissance des effets du tabagisme et du tabagisme passif sur la santé, les industriels décident de les nier et recrutent des scientifiques pour publier des travaux rassurants.
Les liens entre le monde scientifique et l'industrie du tabac, en particulier aux États-Unis, ont été dénoncés par l'historien des sciences Robert N. Proctor. Ce dernier s'appuie notamment sur la masse de documents internes à l'industrie qui ont été versés dans le domaine public à la suite du procès fédéral les opposant au gouvernement américain. Ces documents démontrent clairement le financement important de grandes institutions académiques et de scientifiques renommés depuis les années 1960 par l'industrie du tabac, ainsi que le rôle de certains scientifiques ainsi subventionnés dans les politiques publiques et les procès contre les cigarettiers,.
En France, les scientifiques Jean-Pierre Changeux, Robert Molimard ou Jean-Pol Tassin ont ainsi vu leurs recherches en partie financées par l'industrie du tabac. Pendant plusieurs décennies, le professeur Ragnar Rylander a publié des travaux minimisant les dangers du tabagisme passif alors qu'il était rémunéré secrètement par Philip Morris.

### Autres sources
- Pr Gérard Dubois, Le rideau de fumée, Éditions du Seuil, 2003
- Nadia Collot, Tabac, la conspiration, 2005 (film documentaire)